# The United States of America
The United States of America foi uma banda norte-americana de rock psicodélico, cujo trabalhos são um exemplo do início da influência da música eletrônica no rock.

## História
Formada em 1967 por Joseph Byrd, a banda foi composta pelos seguintes membros: Joseph Byrd (música eletrônica, piano elétrico, órgão, caliope, e sintetizador Durrett de música eletrônica), Dorothy Moskowitz (vocais principais), Gordon Marron (violino eléctrico, e modulador de ondas), Rand Forbes (baixo elétrico) e Craig Woodson (bateria e percussão). Ed Bogas também foi creditado no primeiro álbum da banda, mas como músico ocasional, assim tocando órgão, piano, e Caliope. Ed se tornou membro oficial da banda em sua primeira e única turnê.

## Álbum
Seu primeiro e único álbum intitulado com o nome da banda, começou a ser gravado em 1967, assim ficando pronto e sendo lançado em 1968.
O seu som mistura uma variedade de gêneros musicais, incluindo rock psicodélico, avant-garde e rock progressivo. Um dos pontos mais notáveis da banda era que não tinha qualquer guitarrista, que por sua vez foram bastante radicais, como a guitarra elétrica ocupava uma posição central na música rock do momento. Em vez disso, eles usaram cordas, teclados e sons eletrônicos, incluindo sintetizadores primitivos, e vários processadores de áudio, incluindo o modulador de ondas.
Suas letras carregam um aspecto psicodélico, político e social. Seu som, principalmente pelo vocal de Dorothy Moskowitz, lembra bandas como Love, Fifty Foot Hose, Velvet Underground (com Nico), Jefferson Airplane, Country Joe and the Fish, Frank Zappa, King Crimson, e The Moody Blues.

## Fim
Apesar do apoio generalizado da crítica musical, o álbum vendeu mal e logo desapareceu - pelo menos nos Estados Unidos, embora no Reino Unido manteve-se carinhosamente lembrado.
Em 1968, Os membros da banda foram presos por posse de drogas, e o clima entre os integrantes já não era mais o mesmo, assim levando a banda ao declínio no mesmo ano.

## Após o fim
- Joseph Byrd formou o Joe Byrd and the Field Hippies que lançou o LP "The American Metaphysical Circus" em 1969. Gravou vários álbuns solo, escreveu músicas para a televisão, cinema, e trabalha como produtor musical. Dá aulas de música em um colégio na Califórnia.
- Dorothy Moskowitz trabalhou com Country Joe McDonald's All-Star Band, casou-se, assim teve duas filhas. Atualmente vive em um subúrbio de Okland, Califórnia. Escreve e dá aulas de música para crianças na rede de ensino local e desenvolve outros projetos musicais na área da Baía de São Francisco.
- Gordon Marron tornou-se músico de estúdio em Los Angeles, e atualmente vive no Havaí.
- Craig Woodson ensina percussão em Cleveland, Ohio. Anda fazendo turnê com o Kronos Quartet. Ele desenvoleu o projeto World Drumming usado em escolas americanas.
- Ed Bogas compôs trilhas sonoras para os desenhos Garfield e Peanuts e especialmente para o filme "Fritz the Cat", de Ralph Bakshi, baseado nos quadrinhos de Robert Crumb, e lançado em 1972.
- Rand Forbes trabalhou com sua própria empresa de desenvolvimento de software e continua tocando baixo clássico e eletrônico no sul da Califórnia.

## Discografia
Álbum
| Ano  | Título                                                                                      | Posições | Posições |
| Ano  | Título                                                                                      | UK[1]    | US[2]    |
| ---- | ------------------------------------------------------------------------------------------- | -------- | -------- |
| 1968 | The United States of America - Lançado em: 1968 - Gravadora: Columbia - Formatos: CD, vinil | —        | 181      |
Faixas
1. "The American Metaphysical Circus" (Joseph Byrd) – 4:56
2. "Hard Coming Love" (Byrd, Dorothy Moskowitz) – 4:41
3. "Cloud Song" (Byrd, Moskowitz) – 3:18
4. "The Garden of Earthly Delights" (Byrd, Moskowitz) – 2:39
5. "I Won't Leave My Wooden Wife for You, Sugar" (Byrd, Moskowitz) – 3:51
6. "Where Is Yesterday" (Gordon Marron, Ed Bogas, Moskowitz) – 3:08
7. "Coming Down" (Byrd, Moskowitz) – 2:37
8. "Love Song for the Dead Ché" (Byrd) – 3:25
9. "Stranded in Time" (Marron, Bogas) – 1:49
10. "The American Way of Love" (Byrd) – 6:38

Parte 1 -Metaphor for an Older Man (Byrd)
Parte 2 -California Good time Music (Byrd)
Parte 3 -Love Is All (Byrd, Moskowitz, Rand Forbes, Craig Woodson, Marron)
Singles
- The Garden of Earthly Delights / Love Song For The Dead Ché (CBS 3745, UK, 1968)
- Hard Coming Love (2004)

## Integrantes

### Formação
- Joseph Byrd - música eletrônica, órgão, piano, e sintetizador Durret.
- Dorothy Moskowitz - vocal principal
- Gordon Marron - violino eléctrico, modulador de ondas.
- Rand Forbes - baixo elétrico.
- Craig Woodson - bateria e percussão.
- Ed Bogas - órgão, piano, e Caliope.